# Tourisme en Corrèze
 (juin 2018).
 (juillet 2021).
Le tourisme en Corrèze produit un chiffre d'affaires de 207 millions d'euros en 2012. Le département se situe parmi les destinations de tourisme vert les plus prisées en France.

## Chiffres clés du tourisme en Corrèze
- 3 500 emplois directs ou induits
- 7 865 000 nuitées touristiques, dont 1,1 million de nuitées étrangères
- 2 millions de nuitées dans les hébergements marchands (30 % de la capacité d'accueil)
- 37,9 millions d'euros de chiffre d'affaires dans les hébergements marchands
- 85 % de la clientèle est d'origine française

## Répartition des hébergements marchands
- Campings : 51,3 %
- Villages de vacances et de gîtes : 14,4 %
- Hôtellerie de Tourisme : 11,7 %
- Gîtes de France : 8,2 %
- Meublés classés : 3,9 %
- Parc résidentiels de loisirs : 3,3 %
- Chambres d'hôtes labellisées : 2,2 %
- Hébergements collectifs : 1,5 %
- Gîtes d'étape et de groupes : 1,4 %
- Résidences de Tourisme : 0,9 %
- Clévacances : 0,9 %
- Divers : 0,3 %

## Sites les plus fréquentés, hors sites en accès libre
- Centre aquarécréatif de l'Auzelou à Tulle : 85 297 visiteurs
- Terrasses du château, haras et jumenterie de Pompadour : 42 489 visiteurs
- Musée du Cloître et église Saint-Pierre à Tulle : 37 148 visiteurs
- Château de Sédières à Clergoux : 30 480 visiteurs
- Musée du président Jacques Chirac à Sarran : 27 145 visiteurs
- Château de Val à Bort les Orgues/Lanobre : 26 426 visiteurs
- Cascades de Gimel : 24 481 visiteurs
- Vedettes panoramiques du lac de Val à Bort les Orgues : 22 158 visiteurs
- Centre aquarécréatif d'Argentat : 21 600 visiteurs
- Château de Turenne : 19 800 visiteurs
- Tours de Merle à Saint-Geniez-ô-Merle : 19 356 visiteurs